# رواكض
الرَّوَاكِض أو العَوَادِي (الاسم العلمي: Ratitae) هي أباشة (بالإنجليزية: Subcohort)‏ من الطيور تلي جماعة قديمات الفك التي تتبع صف الطيور الحديثة من طائفة الطيور.
وهذه الأباشة تضم الطيور التي لا تطير وهي النعامة والأيمو والرية والشبنم والكيوي. وتتميز هذه بشكل عظمة القص التي تكون مع عظام الصدر ما يشبه لوح كبير مقوس وتكون غضروفية التكوين وللطائر آجنحة قويه ولكن لا تستخدم في الطيران بل تستخدم أساسا في التعبير أثناء موسم التزاوج عن الغزل أو في إستعراض القوة عند العروض العدوانية وفي الشجار أو التعارك مع الذكور الأخرى.

## طبقات
- نعاميات الشكل
- شبنميات الشكل
- كيويات الشكل

النعاميات رتبة من الطيور الكبيرة التي لا تستطيع الطيران، أصلها من غندوانا، ومعظمها من الطيور المنقرضة. بعض التصنيفات تدرج كل فصيلة من فصائل النعاميات على أنها رتبة مستقلة، أي تعتبر طائر الريا من رتبة الريفورمات، والشبنم والآمو من رتبة الشبنميات، وهكذا، إلا أن التصنيف المعتمد هنا هو أن كل هذه الطيور تابعة لرتبة واحدة هي رتبة النعاميات، ولكل منها فصيلة مستقلة.
إن التناميات التي تعيش في أمريكا الجنوبية هي الطيور الحية الأكثر شبها وقرابة للنعاميات.

## الأنواع

### الأنواع الحية
النعامة الإفريقية أكبر أنواع النعاميات، إذ يمكن أن يصل طول الفرد الكبير منها إلى 2.8 متر، ووزنها إلى 156 كيلوغراما، ويمكنها أن تسبق حصانا في الجري.
ثاني أطولَ نوع من الأنواع الحية من النعاميات هو الآمو الأسترالي، فقد يصل طوله إلى مترين، ووزنه إلى 60 كيلوغراما، وكالنعامة فإنه سريع في الجري وقوي في المناطق المفتوحة والغابات الحرشية.
كما يوجد أيضا في أستراليا والجزر الشمالية لها طائر يسمى الشبنم، وهو أقصر من الآمو ولكن أكبر وزنا وأكثر صلابة، ويفضل الشبنم الغابات الاستوائية كثيفة الأشجار، ويمكن أن يكون الشبنم خطيرا جدا إذا تعرض للإزعاج وذلك بسبب امتلاكه لمخالب حادة.
يوجد في أمريكا الجنوبية نوعان من الريا، وهي طيور كبيرة وسريعة، النوع الأكبر وهو الريا الأمريكي يصل طوله إلى 1.5 متر، ووزنه إلى ما بين 20 إلى 25 كيلوغراما، النوع الآخر يسمى ريا داروين. كما يوجد في أمريكا الجنوبية 47 نوعا من رتبة أخرى هي رتبة التناميات، وهي طيور صغيرة الحجم ولا تستطيع الطيران، وهي قريبة جدا من النعاميات.
النعاميات الأصغر حجما هي الكيوي، وله خمسة أنواع تعيش في نيوزلندا، حجم الكيوي كحجم الدجاجة، وهو طائر خجول وينشط في الليل، ويقوم ببناء عشه في جحور عميقة، ويستخدم حاسة شمه القوية لإيجاد الحشرات الموجودة في التراب، ويعرف عن الكيوي أنه يضع بيضا كبير الحجم بالنسبة لحجم جسمه. أصغر أنواع الكيوي هو الكيوي الصغير المرقط الذي يبلغ وزنه 1.2 كيلوغرام وطوله 40 سنتمترا.

### الأنواع المنقرضة
هناك أحد عشر نوعا على الأقل من طائر الموا عاش في نيوزلندا قبل وصول البشر، وقد تعرض للانقراض عام 1500 بعد الميلاد بسبب اصطياد قبائل الماوري له، والذين وصلوا عام 1300 بعد الميلاد.
وهناك أيضا طائر الفيل من مدغشقر، والذي كان أثقل طائر معروف، وهو أقصر من طائر الموا، وقد يصل وزنه إلى 450 كيلوغراما، وطوله إلى ثلاثة أمتار. وقد وجدت بيوض شبيهة ببيوض طائر الفيل في جزر الكناري.